# ウンセプトトリウム
ウンセプトトリウム (unsepttrium) は、原子番号173にあたる未発見の超重元素に付けられた一時的な仮名（元素の系統名）。理論上存在しうる最後の元素とされている（174番元素以降になると、1s軌道の電子の束縛エネルギーが電子-陽電子の対生成に必要なエネルギーを超えるため）。

## 特徴
理論上、原子核を点として扱うディラック方程式では陽子数137を超えると虚数解となって式が成り立たなくなる。そこでドイツのワルター・グライナーは原子核を広がりを持つ空間として研究し、1982年、陽子数173で原子核が「臨界電荷」に達し、1s軌道電子の束縛エネルギーが静止エネルギーの2倍に等しくなるとする予測を発表した。
静止エネルギーの2倍 (2mec2 = 1.022MeV) とは、電子と陽電子の対消滅エネルギーの最低値に相当し、原子にこれを上回るエネルギーのガンマ線が入射すると、逆反応である対生成が起きることは現状で確かめられている。
ワルターの予測では、173番以降の元素は電子殻内部で対生成を起こすのに十分なエネルギーを持ち、電子配置が不安定となって軽い元素とは異なる未知の構造（イオン性を持つと予測される）となる可能性がある。
真空崩壊で発生した陽電子は原子核との静電反発で外部に放出されるが、これは壊変による陽電子放出とは異なる現象であり、これを観測する実験が考えられた。
1977年、重イオン研究所でウラン原子 (Z=92) 核同士を衝突させて陽子数184の仮想粒子をつくる研究が行われた。1980年、標的をキュリウム (Z=96) に替えた実験で陽電子スペクトルのピークが確認されている（2p軌道も陽子数185で臨界電荷に達する）。

## 参考資料
1. ↑  水兵リーベ僕の船……113番元素は「ニホニウム」日本経済新聞 2016年6月9日
2. ↑  Search for the sparking of the vacuumアメリカ物理学協会誌（有料、未閲覧）
3. ↑  真空は崩壊するか日本物理學會誌